# Executiva Nacional dos Estudantes de Letras
A Executiva Nacional dos Estudantes de Letras (ExNEL) é executiva dos estudantes de graduação e pós-graduação em Letras no Brasil. Todos os estudantes de letras do páis são representados pela ExNEL e através dos seus fóruns deliberam a política a ser cumprida pela Diretoria Executiva da entidade.
A entidade realiza o Encontro Nacional de Estudantes de Letras (ENEL).